# Tapinoma andamanense
Tapinoma andamanense este o specie de furnici din genul Tapinoma. Descris de Forel în 1903, specia este endemică în India.